# Kamilla Składanowska
Kamilla Maria Składanowska (z domu Mazurowska) (ur. 12 stycznia 1948 w Warszawie, zm. 9 września 2010 tamże) – polska florecistka, nauczyciel akademicki, olimpijka z Meksyku 1968, Monachium 1972, Montrealu 1976, Moskwy 1980.
florecistka reprezentująca przez całą karierę sportową barwy klubu AZS-AWF Warszawa. Mistrzyni Polski indywidualnie w 1970 roku i wicemistrzyni w latach 1971, 1974, 1976. Drużynowo zdobywała tytuł mistrzyni Polski w latach 1969, 1975, 1978-1980.
Uczestniczka mistrzostw świata w 1969 roku w drużynie florecistek. 
W roku 1973 zdobyła brązowy medal letniej Uniwersjady.
Na igrzyskach olimpijskich w roku 1968 wystartowała w turnieju floretowym - indywidualnie gdzie odpadła w eliminacjach oraz w drużynie (partnerkami były: Halina Balon, Elżbieta Cymerman, Wanda Fukała, Elżbieta Pawlas). Polki odpadły w eliminacjach. Na igrzyskach w 1972 roku wystartowała w turnieju indywidualnym oraz w drużynowym (partnerkami były: Halina Balon, Jolanta Bebel, Elżbieta Franke, Krystyna Machnicka-Urbańska) jednak bez powodzenia odpadając w eliminacjach. W roku 1976 na igrzyskach w Montrealu wystartowała tylko w turnieju drużynowym (partnerkami były: Jolanta Bebel, Krystyna Machnicka-Urbańska, Grażyna Staszak, Barbara Wysoczańska). Polki zajęły 6. miejsce. Na swoich czwartych igrzyskach w 1980 roku wystartowała tylko w turnieju drużynowym (partnerkami były: Agnieszka Dubrawska, Jolanta Królikowska, Delfina Skąpska, Barbara Wysoczańska), w którym Polska drużyna zajęła 4. miejsce.

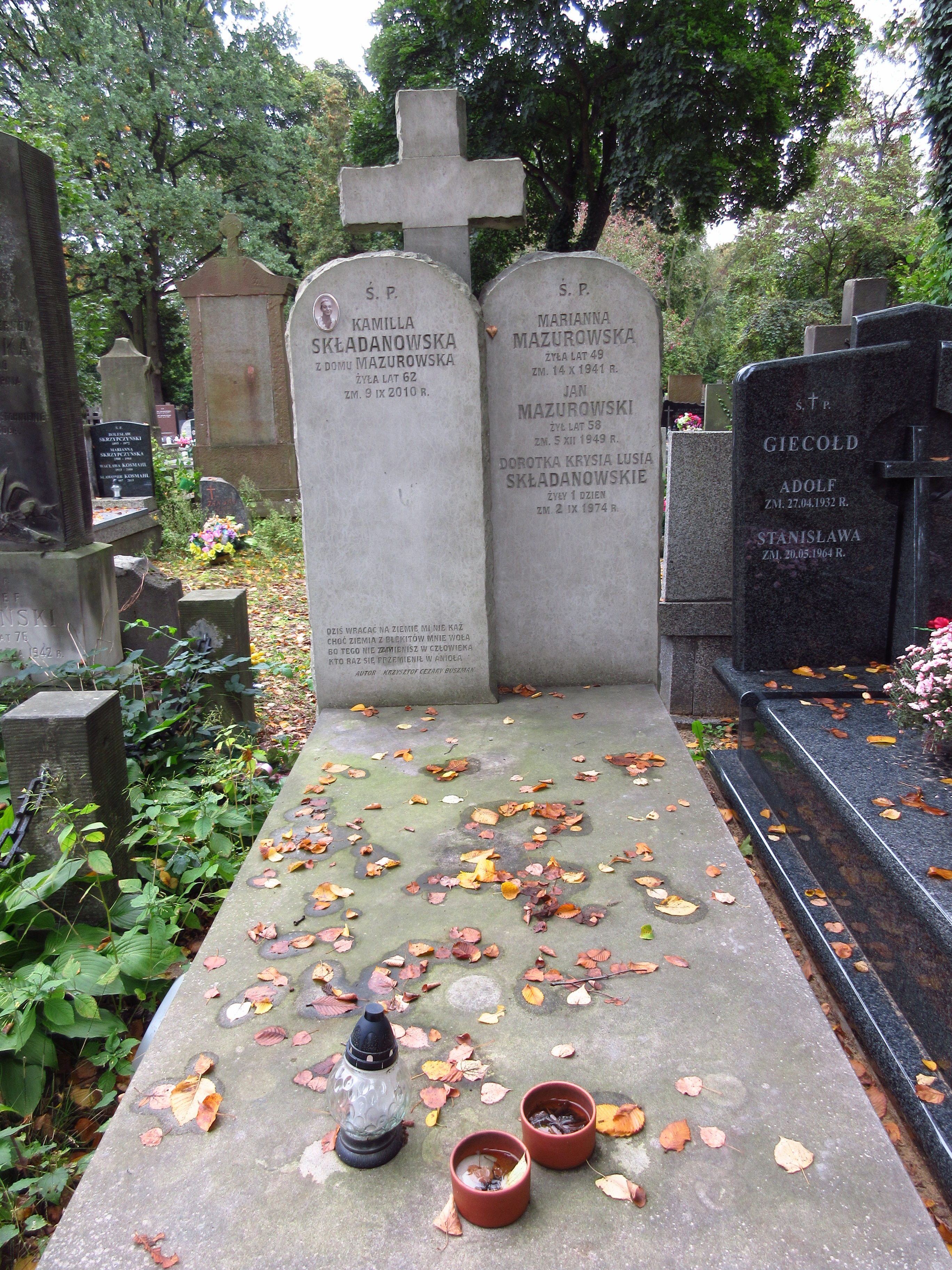
Grób Kamilli Składanowskiej na Cmentarzu Bródnowskim.

Po zakończeniu kariery sportowej działaczka sportowa oraz nauczyciel akademicki na AWF w Warszawie. Pochowana na Cmentarzu Bródnowskim (kwatera 36A-IV-28).
Jej mężem w latach 1967-2002 był Zygmunt Składanowski, również jej trener klubowy. Medalistką mistrzostw Polski we florecie była też ich córka, Oktawia Aurelia Składanowska.